# Apocalyptic Love
| Оценки критиков        | Оценки критиков                                                          |
| Источник               | Оценка                                                                   |
| ---------------------- | ------------------------------------------------------------------------ |
| About.com              | [ 1 ]                                                                    |
| Allmusic               | [ 2 ]                                                                    |
| Artistdirect           | [ 3 ]                                                                    |
| indulge-sound.com      | [ 4 ]                                                                    |
| stereoboard.com        | (положительный)                                                          |
| Classic Rock Revisited | (B)                                                                      |
| Noise Shaft            | (7/10)                                                                   |
| Revolver               | [ 8 ]                                                                    |
| FT.com                 | 4 из 5 звёзд · 4 из 5 звёзд · 4 из 5 звёзд · 4 из 5 звёзд · 4 из 5 звёзд |

Apocalyptic Love — второй студийный альбом Слэша, гитариста Velvet Revolver, Guns N’ Roses, был выпущен 22 мая 2012 года. В записи альбома приняла участие группа Слэша «Myles Kennedy and the Conspirators», состоящая из вокалиста Майлза Кеннеди, бас-гитариста Тодда Кернса и барабанщика Брента Фитца.

## История создания и запись
Во время своего первого сольного тура Слэш анонсировал свой второй студийный альбом. По словам Слэша, в отличие от его первого студийного альбома, в записи которого приняло участие множество вокалистов, таких как Крис Корнелл, Оззи Осборн, М. Шэдоус и Кид Рок, в записи его второго альбома примет участие только Майлз Кеннеди. Последний также принимал участие в работе над первым альбомом Слэша, а во время тура был вокалистом в группе Слэша. Кроме того, Слэш сообщил, что не уверен, будет ли альбом выпущен под его собственным именем или же под совсем новым.
Слэш начал работу над альбомом в июне 2011 года. В декабре того же года были записаны три песни — «Halo», «Standing in the Sun» и «Bad Rain». Слэш описал новый материал как «очень тяжёлый». Работа над альбомом была завершена в феврале 2012 года. Первый сингл, «You're a Lie», был выпущен на радио 27 февраля. Список композиций с альбома был опубликован 5 марта. Майлз Кеннеди, написавший тексты ко всем песням из альбома, сообщил, в некоторых из них рассказывается о его былом пристрастии к наркотикам.

## Список композиций
Все тексты написаны Майлзом Кеннеди, вся музыка написана Слэшем, Майлзом Кеннеди, Тоддом Кернсом и Брентом Фитцем.
| №   | Название              | Длительность |
| --- | --------------------- | ------------ |
| 1.  | «Apocalyptic Love»    | 3:28         |
| 2.  | «One Last Thrill»     | 3:09         |
| 3.  | «Standing in the Sun» | 4:03         |
| 4.  | «You're a Lie»        | 3:48         |
| 5.  | «No More Heroes»      | 4:23         |
| 6.  | «Halo»                | 3:22         |
| 7.  | «We Will Roam»        | 4:49         |
| 8.  | «Anastasia»           | 6:07         |
| 9.  | «Not for Me»          | 5:21         |
| 10. | «Bad Rain»            | 3:46         |
| 11. | «Hard & Fast»         | 3:02         |
| 12. | «Far and Away»        | 5:14         |
| 13. | «Shots Fired»         | 3:48         |

| №   | Название     | Длительность |
| --- | ------------ | ------------ |
| 14. | «Carolina»   | 3:17         |
| 15. | «Crazy Life» | 3:40         |

## Участники записи
- Слэш — соло- и ритм-гитара
- Майлз Кеннеди — вокал, ритм-гитара
- Тодд Кернс — бас-гитара, бэк-вокал
- Брент Фитц — ударные

Студийный персонал
- Эрик Валентайн — продюсирование
- Фрэнк Мэддокс — дизайн обложки альбома